# کارخانه آبجوسازی امگانگ
کارخانه آبجوسازی اُمِگانگ (انگلیسی: Brewery Ommegang) یک کارخانه آبجوسازی بلژیکی است که در نزدیکی شهر کوپرزتاون در ایالت نیویورک آمریکا قرار دارد. این کارخانه در ساخت آبجوهای بلژیکی تبهر دارد.

## جوایز

### آبجوی گندمی
- جام آبجوی جهانی سال ۲۰۰۸: مدال نقره، برای آبجوی گندمی بلژیکی
- جام آبجوی جهانی سال ۲۰۱۰: مدال نقره، برای آبجوی گندمی بلژیکی
- جشنواره بزرگ آبجوی آمریکا ۲۰۱۱: مدال طلا، برای آبجوی گندمی بلژیکی
- ستاره آبجوی اروپایی ۲۰۱۱: مدال نقره، برای آبجوی گندمی بلژیکی
- جشنواره بزرگ آبجوی آمریکا ۲۰۱۴: مدال نقره، برای آبجوی گندمی بلژیکی